# Cape Thomas Hubbard
Cape Thomas Hubbard är en udde i Kanada.   Den ligger i territoriet Nunavut, i den norra delen av landet, 4 100 km norr om huvudstaden Ottawa.
Terrängen inåt land är varierad. Havet är nära Cape Thomas Hubbard åt nordväst. Trakten runt Cape Thomas Hubbard är nära nog obefolkad, med mindre än två invånare per kvadratkilometer.. Det finns inga samhällen i närheten.